# توماس دالي (عسكري)
توماس دالي (بالإنجليزية: Thomas Daly)‏ هو عسكري أسترالي، ولد في 19 مارس 1913 في بالارات في أستراليا، وتوفي في 5 يناير 2004 في سيدني في أستراليا.